# Saas (Goldkronach)
Saas ist ein Gemeindeteil der Stadt Goldkronach im Landkreis Bayreuth (Oberfranken, Bayern). Saas liegt in der Gemarkung Nemmersdorf.

## Geografie
Nordöstlich der Einöde grenzt der Goldkronacher Forst an. Ein Anliegerweg führt 200 Meter westlich zur Kreisstraße BT 12, die nordwestlich an Kreuzstein vorbei nach Nemmersdorf bzw. südlich an Saas vorbei zur Staatsstraße 2181 bei Untersteinach verläuft.

## Geschichte
Der Ort wurde im Jahre 1394 als „in der Sas“ erstmals urkundlich erwähnt.
Von 1797 bis 1810 unterstand Saas dem Justiz- und Kammeramt Bayreuth. Infolge des Ersten Gemeindeedikts wurde Saas dem 1812 gebildeten Steuerdistrikt Nemmersdorf und der zugleich entstandenen Ruralgemeinde Nemmersdorf zugewiesen. Im Zuge der Gebietsreform in Bayern wurde Saas am 1. Juli 1972 nach Goldkronach eingemeindet.

### Einwohnerentwicklung
| Jahr      | 001818 | 001861 | 001871 | 001885 | 001900 | 001925 | 001950 | 001961 | 001970 | 001987 |
| Einwohner | 7      | 8      | 4      | 9      | 5      | 4      | 4      | 5      | 6      | 6      |
| Häuser    | 1      |        |        | 1      | 1      | 1      | 1      | 1      |        | 1      |
| Quelle    | [ 6 ]  | [ 9 ]  | [ 10 ] | [ 11 ] | [ 12 ] | [ 13 ] | [ 14 ] | [ 15 ] | [ 16 ] | [ 1 ]  |

## Religion
Saas ist seit der Reformation evangelisch-lutherisch geprägt und bis heute nach Nemmersdorf gepfarrt.